# J-invariant

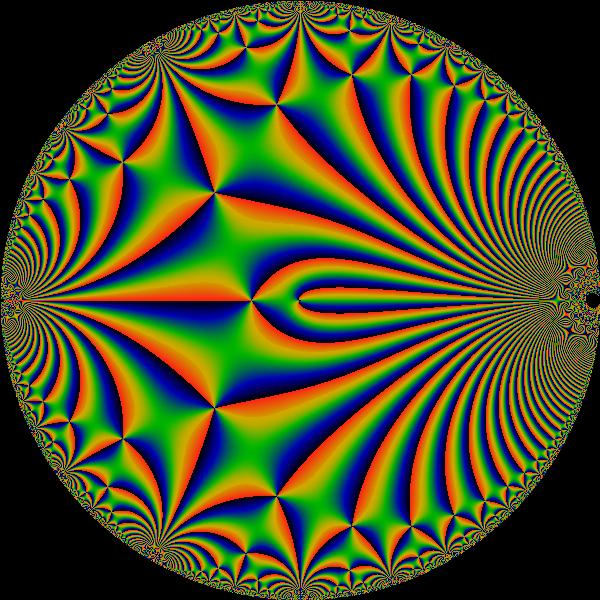
représentation du j-invariant de Klein sur le disque unité.

Le j-invariant, parfois appelé fonction j, est une fonction introduite par Felix Klein pour l'étude des courbes elliptiques, qui a depuis trouvé des applications au-delà de la seule géométrie algébrique, par exemple dans l'étude des fonctions modulaires, de la théorie des corps de classes et du monstrous moonshine.

## Motivation: birapport etj-invariant
On travaille dans le plan projectif complexe {\displaystyle \mathbb {C} P^{1}}. Soient quatre points distincts {\displaystyle a,b,c,d}, leur birapport est :
{\displaystyle (a,b,c,d)={\frac {a-c}{a-d}}\cdot {\frac {b-d}{b-c}}}
Cette quantité est invariante par homographies du plan, mais dépend de l'ordre des quatre nombres considérés. 
Par exemple, le birapport de {\displaystyle (m,1,0,\infty )} peut valoir, selon l'ordre considéré :
{\displaystyle m,1/m,1-m,1-1/m,1/(1-m),m/(m-1)}
Si on cherche à symétriser cette expression, on obtient une quantité
qui reste un invariant des transformations projectives, mais ne dépend plus de l'ordre des nombres : 
{\displaystyle j(m)={\frac {4}{27}}{\frac {(1-m+m^{2})^{3}}{m^{2}(1-m)^{2}}}}
que l'on appelle le j-invariant. Cette invariance est un premier indice du lien entre le j-invariant et le groupe modulaire.

## j-invariant de courbes elliptiques
Soit X une courbe elliptique non singulière sur {\displaystyle \mathbb {C} P^{1}}, de forme de Weierstrass :
{\displaystyle X:y^{2}=x^{3}+q_{2}x+q_{3}}
ayant pour discriminant {\displaystyle \Delta =-4q_{2}^{3}-27q_{3}^{2}\neq 0}.
Le j-invariant associé est
{\displaystyle j=1728{\frac {-4q_{2}^{3}}{\Delta }}}
Le j-invariant est une application surjective, qui donne une bijection entre les classes d'isomorphismes des courbes elliptiques sur le plan complexe et les nombres complexes.
La notion de j-invariant se généralise aux courbes trigonales.